# NGC 112

NGC 112

NGC 112 هي مجرة حلزونية تقع في كوكبة المرأة المسلسلة (كوكبة).
اكتشفها عالم الفلك الأمريكي لويس سويفت في 17 سبتمبر 1885. وتبعد حوالي 295 مليون سنة ضوئية من الأرض ويبلغ قطرها حوالي 75000 سنة ضوئية.

## وصلات خارجية
- NGC 112 على موقع ويكي سكاي: DSS2, SDSS, GALEX, IRAS, Hydrogen α, X-Ray, Astrophoto, Sky Map, Articles and images